# Болдыревы
Болдыревы — старинный русский дворянский род восходящий к XVII веку.
Дворянский род этой фамилии ведёт свою историю от Артемия Болдырева и сына его Фёдора Артемьевича, испомещенных в первой половине XVII века населёнными имениями в Ростовском уезде Ярославской губернии Российской империи. У сына последнего Василия Фёдоровича было три сына: Гавриил Васильевич, Давид Васильевич и Матвей Васильевич Болдыревы, которые были утверждены Герольдией Правительствующего Сената в древнем (столбовом) дворянстве.
Ярославским дворянским депутатским собранием род Болдыревых был записан в Первую часть дворянской родословной книги Ярославской губернии России, ввиду того, что представителями рода были предъявлены удостоверяющее древнее дворянство документы (датированные 1695 годом).
Известен также дьяческий род этой фамилии происходящий от Болдыря Паюсова; из представителей этого рода в XVII в. известны: Василий, дьяк Челобитного приказа 1626—27 г.; Рахманин, в 1610—1625 г. упоминаемый как подьячий, в 1625 г. отправленный посланником в Крым, с 1626 по 1631 г. бывший новгородским дьяком, а с 1632 по 1634 г. — дьяком Разбойного приказа.

## Описание герба
В чёрном щите золотая зубчатая крепостная стена, на ней в середине круглая зубчатая башня с острой крышей и открытыми воротами, в них серебряный циркуль. В зелёной оконечности щита три серебряных снопа.
Над щитом дворянский шлем с короной. Нашлемник: три страусовых пера: крайние чёрные, среднее — золотое. Намёт: справа — чёрный с золотом, слева — зелёный с серебром. Герб генерал-майора Николая Васильевича Болдырева внесён в Часть 13 Общего гербовника дворянских родов Всероссийской империи, стр. 100.